# Amazonino Mendes
Amazonino Armando Mendes (Eirunepé, 16 novembre 1939 – San Paolo, 12 febbraio 2023) è stato un politico brasiliano, governatore dello stato brasiliano dell'Amazonas per tre mandati non consecutivi.

## Biografia
Nato ad Eirunepé, nell'Amazonas, il 16 novembre 1939, si laureò in giurisprudenza all'Università Federale dell'Amazonas.

### Carriera politica
Entrò in politica all'interno del Movimento Democratico Brasiliano (MDB) nei primi anni ottanta, venendo eletto sindaco di Manaus nel 1983.
Successivamente, dal 1987, divenne governatore dell'Amazonas, mandato che occupò fino al 1990, quando si dimise per candidarsi al Senato. Nello stesso periodo uscì inoltre dal partito ed entrò nel Partito Democratico Cristiano (PDC). Alle elezioni del 1990 vinse il seggio e divenne quindi senatore.
Nel 1993 lasciò anticipatamente il Senato per annunciare nuovamente la sua candidatura a sindaco di Manaus, capitale statale. Nello stesso anno prese parte al Partito Progressista Riformatore (PPR). Raggiunse il primo posto alle elezioni comunali, divenendo per la seconda volta primo cittadino. Dopodiché, nel 1995 fu nuovamente eletto governatore dell'Amazonas, rimanendo in carica fino al 2002.
Nel frattempo uscito dal PPR ed entrato prima nel Partito Progressista Brasiliano e poi nel Partito del Fronte Liberale, nel 2004 tentò nuovamente la nomina di primo cittadino di Manaus, anche se questa volta non arrivò in prima posizione perché battuto da Serafim Corrêa. Tre anni dopo lasciò il PFL per entrare nel Partito Laburista Brasiliano. Nel 2009, si candidò nuovamente come sindaco di Manaus. Vinse tali elezioni, diventando sindaco della città per la terza volta.
Nel 2011 uscì dal PTB ed entrò nel Partito Democratico Laburista. Dopo alcuni anni senza incarichi, si candidò come governatore statale alle elezioni speciali nel 2017 per la terza volta, venendo sostenuto dall'ex sindaco di Manaus Arthur Virgílio Neto. Vinse anche queste elezioni, restando in carica fino al dicembre 2018.
Nel 2020 si candidò a sindaco della città con il partito Podemos (PODE), venendo però battuto da David Almeida. Nel 2022 cambiò nuovamente partito, aderendo al Cidadania.

### Morte
Amazonino Mendes morì a causa di una polmonite il 12 febbraio 2023, all'età di 83 anni, presso l'Hospital Sírio Libanês di San Paolo.